# ドライミスト

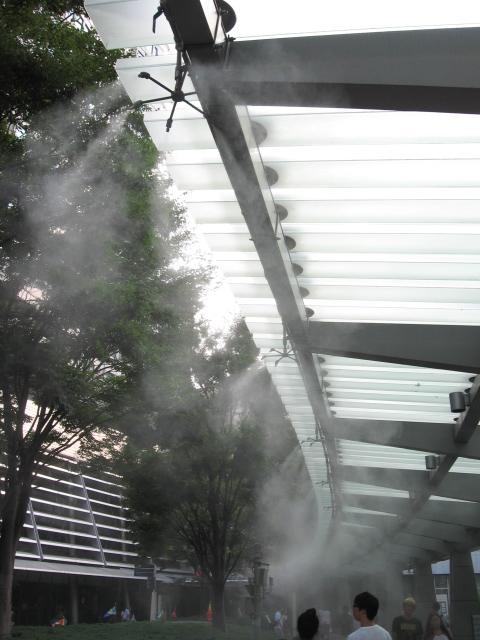
六本木ヒルズに設置されているドライミスト装置（2011年8月撮影）

ドライミストは、水を微細な霧の状態にして噴射し、蒸発する際の気化熱の吸収を利用して主に地上の局所を冷却する装置。
水の粒子が16μmと小さいため、素早く蒸発し、肌や服が濡れることもあまりない。ミストとは霧のことであり、「噴霧」「霧散布」「ミスト散布」とも呼ばれる。英語では「mist spraying」と言われている。いくつかの会社により商標登録されている。

## 歴史
霧による冷却はエアウォッシャー（Airwasher）を備えた蒸発冷却として、古くは千葉県庁（明治43年）や東京大学六角講堂（大正3年）に採用されたと言われる。
発案者は当時名古屋大学の教授であった辻本誠。その辻本は、2002年に参加した屋上緑化に関する会合の際に、手間もコストもかかる屋上緑化の代替手段として直接水を散布し気化熱を利用する方法を思いついた。その後、経済産業省の地域新生コンソーシアム研究開発事業を利用し、名古屋大学、清水建設、能美防災、中部電力、川本製作所、NECトーキン（現・トーキン）との共同開発を経て実用化に漕ぎ着けた。
2007年には、住宅向けの小規模設備も開発されている。

## 冷房効果
能美防災によれば、周辺の気温を2-3度下げることができ、必要なエネルギー消費は家庭用のエアコンの約 1/20 という。

## 散布量
散布量はクスノキ林の真夏の蒸散量（7.5cc/分/m2）を目安に開発されたと言われている。実際の散布量は、要求される冷却効果と設置施設の特性（人体に霧を接触させるか否か、滴下の可否など）を勘案して決定される。噴射される霧の粒径は 16μmである（噴射ノズルから 50mm の位置でレーザーによるフランホーヘル解析、ザウター平均値）。散布に必要なエネルギーは20.3リットル／分で、3.35kW、上記7.5cc／分／m2 で換算すれば、1平方メートルあたり1.24W程度が設計上の最小値である。

## 主な設置場所

### 日本国内
地方自治体としては初めて補助金を設けた東京都では、これを利用して秋葉原クロスフィールド、六本木ヒルズ、新丸ビル、東京スカイツリーの出入口周辺などに設置されている。
2007年8月16日に国内最高気温を74年ぶりに更新した熊谷市では2008年6月16日から自動運転を開始した。設置場所はJR熊谷駅正面口（北口）、南口、ティアラ口（東口）。また、常設ではないが熊谷うちわ祭の期間である7月20日から7月22日や2008年（平成20年）度の高校総体の期間にあわせた7月26日から8月2日には、それぞれ仮設の冷却ミストを設置する。
2008年夏から相模鉄道二俣川駅のホームの一部分、ついでホーム階と改札階との間の階段（西側のみ）に設置され、夏期のみ稼働している。
2006年12月に北海道函館市にある五稜郭タワーのアトリウム内に設置され、夏期のみ稼働している。
愛・地球博のグローバル・ループで使用されたものが、閉幕後愛知県の安城産業文化公園デンパークおよび豊田市駅前に移設されている。
ドライミストの発祥地でもある名古屋大学東山キャンパスにて2カ所、鶴舞キャンパス（医学部）に1か所、また名古屋駅前ミッドランドスクエア・サンクンガーデン、オアシス21などに設置されている。
大阪市水道局は「ドライ型ミスト」の普及活動としてサポート制度を2008年から行っている。
2012年7月には首都高速道路中央環状線・山手トンネル（内回り・富ヶ谷出口～大橋ジャンクション間）に試験的に設置された。これは山手トンネル内での渋滞でトンネル内の気温が40℃以上になることから、冷却効果を確認する為のものである。その後山手トンネル内では2014年より外回り線を含め、数か所でミスト噴霧装置が設置されている。

### 日本国外
中国広州市BRTの主要駅、シンガポールの空港および市内、香港MTRの地上駅に設置されているファンと噴霧ノズルの組み合わせ、フランス国鉄マルセイユ駅の天井部に設置された噴霧ノズルなどがある。

### 家庭
一般住宅の庭に設置可能な製品が開発されている。